# Seznam polkov Kraljeve danske kopenske vojske
Seznam polkov Kraljeve danske kopenske vojske.

## Konjeniški polki
- Gardehusarregimentet
- Jydske Dragonregiment

## Pehotni polki
- Den Kongelige Livgarde
- Prinsens Livregiment

## Podporni polki
- Danske Artilleriregiment - artilerija
- Ingeniørregimentet - inženirstvo
- Telegrafregimentet - komunikacije
- Trænregimentet - logistika
- Militærpolitiet - vojaška policija

## Razpuščeni polki
- Danske Livregiment
- Fynske Livregiment
- Dronningens Artilleriregiment
- Kongens Artilleriregiment
- Sjællandske Livregiment
- Falsterske Fodregiment
- Slesvigske Fodregiment
- Jydske Fodregiment
- Kongens Jydske Fodregiment
- Feltherrens Fodregiment
- Laalandske Infanteriregiment
- Marineregimentet
- Sjællandske Ingeniørregiment
- Jydske Ingeniørregiment
- Sjællandske telegrafregiment
- Jydske telegrafregiment
- Sjællandske Trainregiment
- Jydske Trainregiment
- Kronens Artilleriregiment
- Sjællandske Artilleriregiment
- Nørrejyske Artilleriregiment
- Sønderjyske Artilleriregiment
- Sjællandske luftværnsregiment
- Jydske luftværnsregiment